# Lardirago
Lardirago (Lardirà in dialetto pavese) è un comune italiano di 1 183 abitanti della provincia di Pavia in Lombardia. Si trova nel Pavese centro-orientale, sulla riva sinistra dell'Olona.

## Storia
Era noto dal XII secolo come Lardiragum. Apparteneva alla Campagna Sottana pavese, ed era signoria del monastero di San Pietro in Ciel d'Oro di Pavia (proprietario anche del castello); nel XVI secolo fu assegnato al Collegio Ghislieri, di cui fu feudo fino al XVIII secolo.
Tra il 1929 e il 1947 gli vennero aggregati i comuni di Ceranova e Sant'Alessio con Vialone.
Nel 1963 la frazione Gioiello fu staccata da Lardirago e unita a Ceranova.

### Simboli
Lo stemma comunale è liberamente utilizzato dal comune anche se privo di formale decreto di concessione. Vi è rappresentato il castello di Lardirago; le spade incrociate evocano i combattimenti del 1154, nei pressi del borgo, che videro su schieramenti opposti milanesi e pavesi alla vigilia della dieta di Roncaglia convocata da Federico Barbarossa.
Il gonfalone è un drappo di bianco.

## Società

### Evoluzione demografica
Abitanti censiti

## Amministrazione

### Gemellaggi
- Ribeira Grande